# Rio Cozma
O Rio Cozma é um rio da Romênia, afluente do Bărbat, localizado no distrito de Hunedoara.